# Albert Rum
Albert Franz Rum (ur. 8 czerwca 1890 w Berlinie, zm. 1970) – niemiecki kelner, SS-Unterscharführer, uczestnik akcji T4, członek personelu obozów zagłady w Treblince i Sobiborze, skazany w pierwszym procesie załogi Treblinki na karę trzech lat więzienia.

## Życiorys
Urodził się w Berlinie. Z zawodu był kelnerem. Przed objęciem przez Adolfa Hitlera władzy w Niemczech pracował przez pewien czas w hotelach w Londynie i Paryżu. W 1933 roku powrócił do ojczyzny i wstąpił do NSDAP. W późniejszych latach imał się różnych zajęć, m.in. był oberżystą oraz prowadził sklep z bielizną.
Przed wybuchem II wojny światowej pracował jako kelner w berlińskim klubie nocnym „Inseln”, który chętnie odwiedzali członkowie nazistowskiej elity. Poznał tam Hansa Hefelmanna, który zwerbował go do pracy w Kancelarii Führera. W gestii tej instytucji znajdowała się w tym czasie eksterminacja osób chorych psychicznie i niepełnosprawnych umysłowo, prowadzona pod kryptonimem akcja T4. Rum został zatrudniony w sekcji fotograficznej tego programu.
W 1942 roku podobnie jak wielu innych wykonawców akcji T4 został przeniesiony do okupowanej Polski, aby wziąć udział w eksterminacji Żydów. Od grudnia tegoż roku w stopniu SS-Unterscharführera służył w obozie zagłady w Treblince. Pełnił służbę w tzw. górnym obozie, czyli w strefie zagłady, w której znajdowały się komory gazowe. Nadzorował tam komando, które przenosiło zwłoki ofiar do masowych grobów (Leichentransportkommando). Pomagał również wpędzać Żydów do komór gazowych. Ponadto przez pewien czas nadzorował więźniów, którzy sortowali zrabowane przedmioty w baraku „B” w „obozie dolnym”.
Po likwidacji obozu, która nastąpiła w listopadzie 1943 roku, służył przez krótki czas w ośrodku zagłady w Sobiborze. Następnie jak większość weteranów akcji „Reinhardt” został przeniesiony w okolice Triestu. Uczestniczył tam w walkach z partyzantką i eksterminacji miejscowych Żydów.
Po wojnie zamieszkał w Niemczech Zachodnich. Był jednym z podejrzanych w śledztwie przeciwko członkom załogi Treblinki, które Centrala Badania Zbrodni Narodowosocjalistycznych w Ludwigsburgu wszczęła w 1959 roku. Akt oskarżenia przeciwko niemu i trzynastu innym esesmanom został wniesiony 29 stycznia 1963 roku. Ze względu na brak dowodów, które wskazywałyby, że osobiście dopuszczał się mordów lub innych okrucieństw, zarzucono mu jedynie pomocnictwo w zbiorowym mordzie. Prokuratura zażądała dla niego kary czterech lat więzienia. W czasie procesu załogi Treblinki, który toczył się w Düsseldorfie w latach 1964–1965, odpowiadał z wolnej stopy. Został uznany winnym pomocnictwa w zbiorowym mordzie na 100 tys. osób i skazany na karę trzech lat pozbawienia wolności.
Zmarł w 1970 roku.